# Битка код Пондишерија
Битка код Пондишерија или битка код Порто Нова вођена је 10. септембра 1759. године током Седмогодишњег рата између британске и француске морнарице. Завршена је неодлучним исходом.

## Битка
Битка код Порто Нова вођена је током Седмогодишњег рата између британске ескадре адмирала Џорџа Покока (9 линијских бродова и 1 фрегата) и француске ексадре комодора Антоана Ашеа од 9 линијских бродова (боље наоружаних од британских) и 2 фрегате. Артиљеријска борба трајала је око 5 часова. Пошто је Аше био рањен, Французи су прекинули контакт и одједрили за Пондишери, а Британци, заузети тегљењем оштећених бродова, нису могли да их гоне. Три седмице касније, француска ескадра препустила је бродове у Индији Британцима и напустила индијске воде.